# Otiorhynchus scaber
Otiorhynchus scaber — вид долгоносиков-скосарей из подсемейства Entiminae.

## Описание
Жук длиной 4—6 мм. Имеет чёрно-бурый окрас, усики и ноги красно-бурые. На надкрыльях имеются пятна из жёлтых чешуек и ряды щетинок. Усики короткие. Головотрубка на вершине с довольно длинной, скошенной и сглаженной площадкой. Переднеспинка в зёрнышках. Лоб между глазами не шире или едва шире спинки головотрубки между основанием усиков.

## Экология
Жуков можно встретить в лесах. Питаются в основном на хвойных.